# 韩家岭站
韩家岭站位于中华人民共和国山西省大同市云冈区西韩岭乡，是同蒲铁路与大秦铁路分叉处，韩原铁路起点处的火车站，等级为三等站，距大同站19公里，距秦皇岛站634公里，本站及相邻上下行区间均为电气化区段。目前车站仅办理货运业务。